# Ivan Theimer
Ivan Theimer (* 18. září 1944 Olomouc) je český sochař žijící ve Francii. Někdy používá i variantu jména Yvan.

## Život

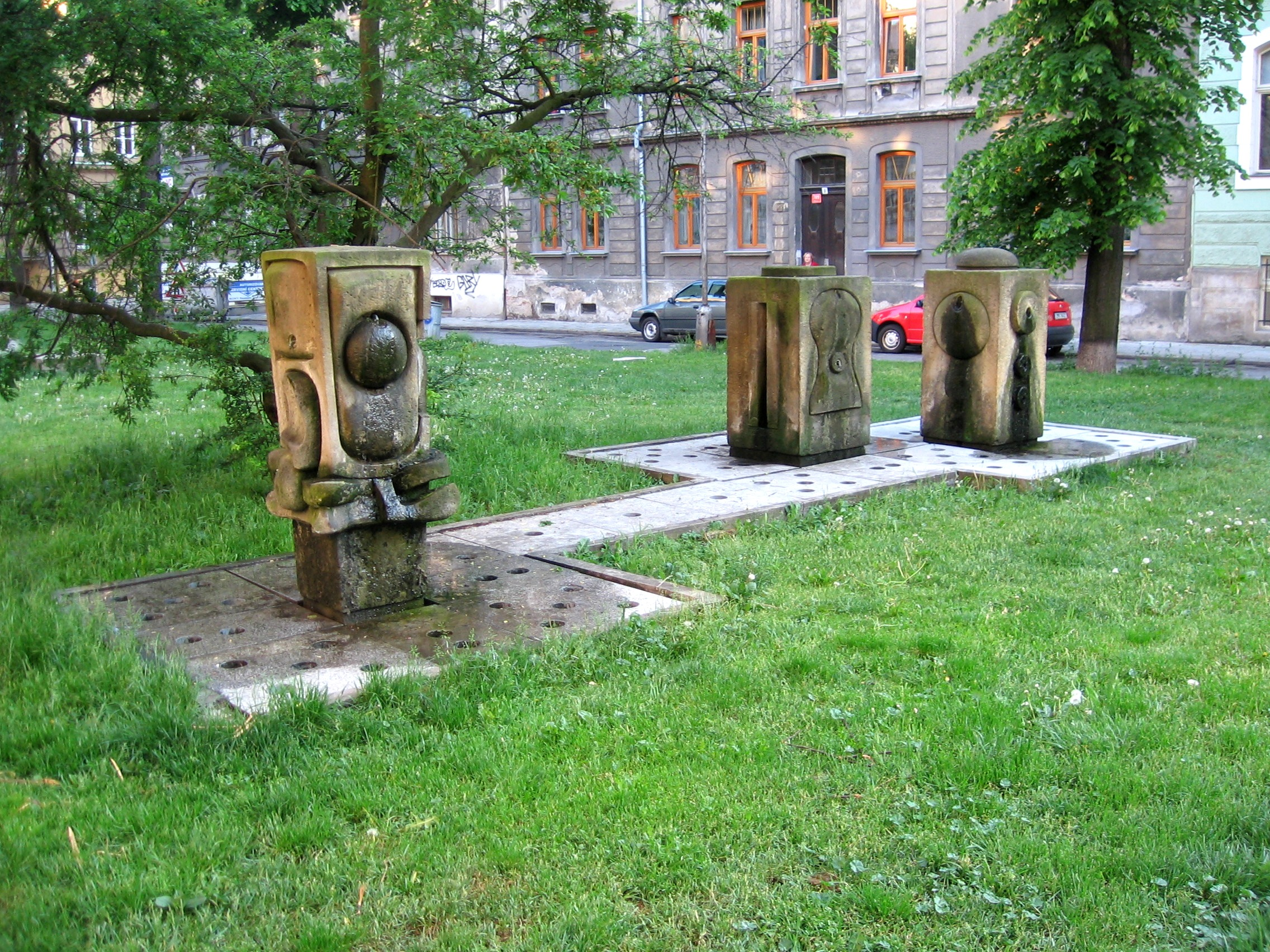
Theimerova kašna na Kollárově náměstí v Olomouci

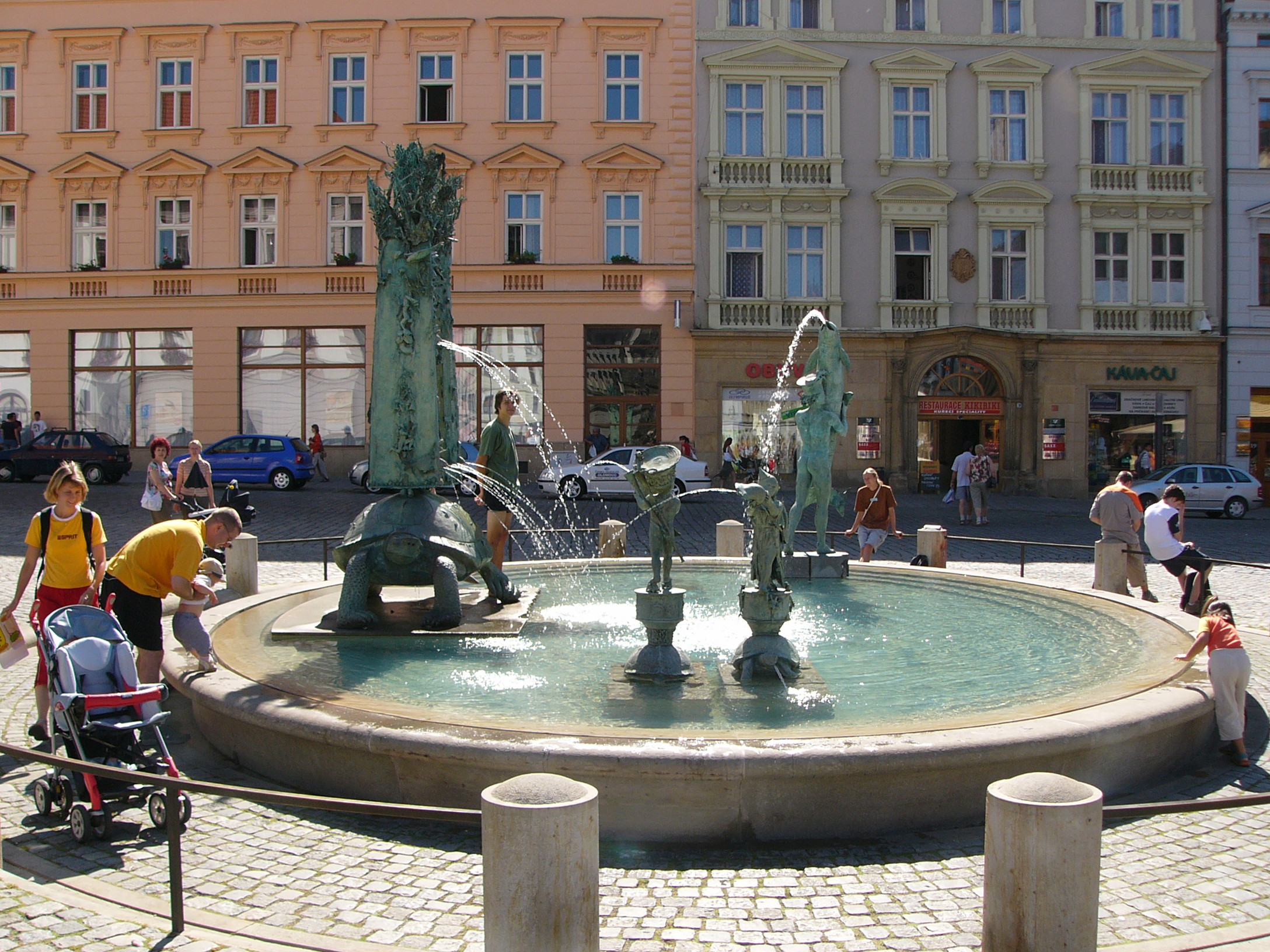
Arionova kašna na Horním náměstí v Olomouci

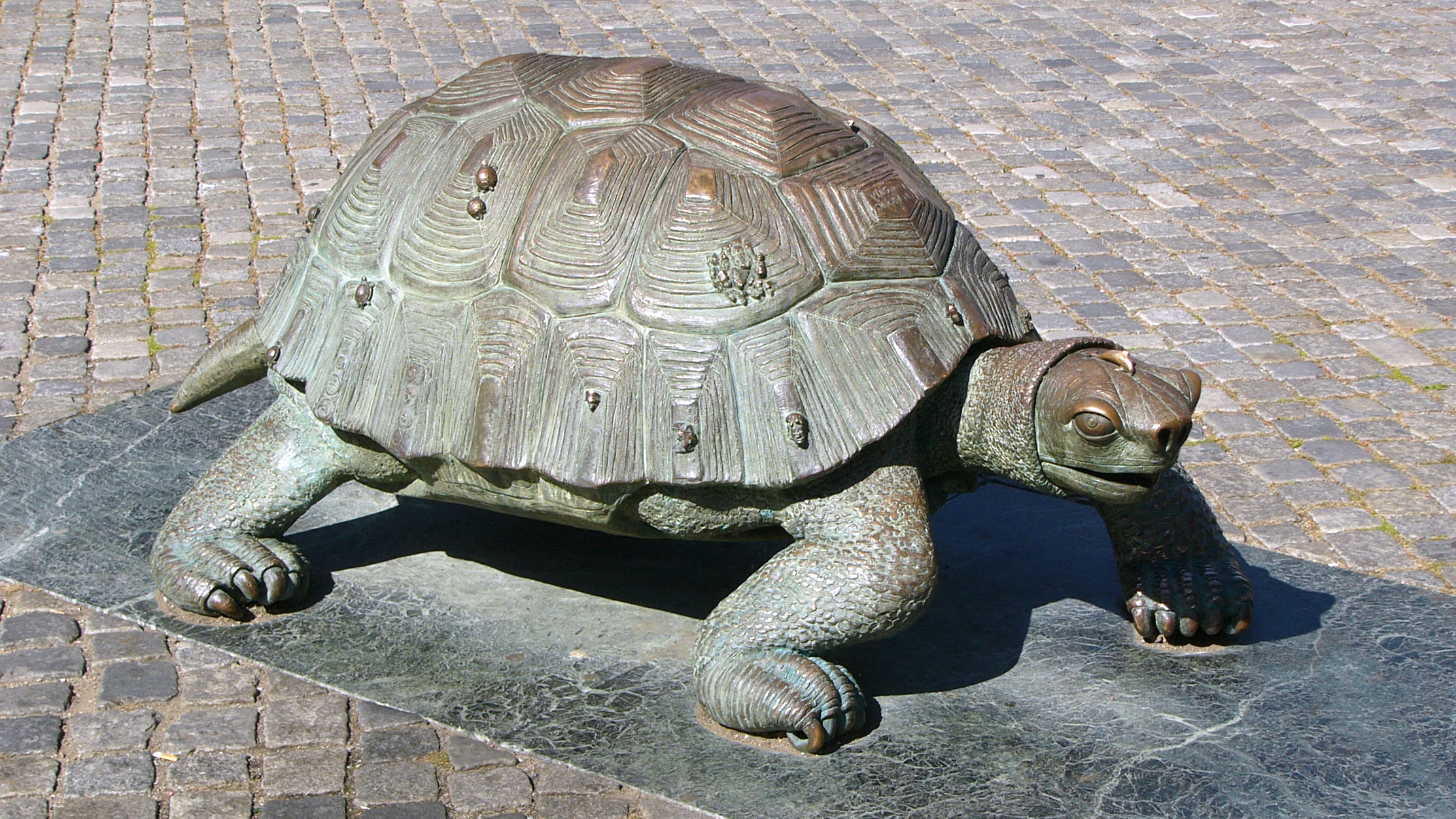
Želva na Horním náměstí v Olomouci věnovaná sochařem olomouckým dětem

Ivan Theimer se narodil roku 1944 v Olomouci. V letech 1963–1965 absolvoval Uměleckoprůmyslovou školu v Uherském Hradišti a začal spolupracovat s přítelem architektem Tomášem Černouškem. Do života a rozvíjející se tvorby mladého olomouckého sochaře ovšem brzy zasáhla okupace Československa sovětskou armádou. Ivan Theimer se na podzim roku 1968 rozhodl pro emigraci a odjel do Paříže. Zde studoval v letech 1968–1971 na École nationale supérieure des beaux-arts a posléze svá díla prezentoval na prvních zahraničních výstavách. V roce 1973 se účastnil Bienále v Paříži, v letech 1978 a 1982 reprezentoval Francii na světově proslulé přehlídce současného umění – Bienále v Benátkách. Ivan Theimer pracoval od 70. let na řadě úspěšných veřejných realizací. V 80. letech vytvořil pro sídlo francouzského prezidenta – Elysejský palác v Paříži – známou skupinu obelisků. Z dalších významných počinů na území Paříže je třeba zmínit Monument lidských práv na Martových polích.
Od druhé poloviny 70. let často tvořil v italské Versilii, regionu s dodnes živou umělecko-řemeslnou tradici vysoké úrovně. Právě zde našel Ivan Theimer umělecké slévárny, schopné precizně odlít jeho pozoruhodné práce. V posledních letech žije v toskánském městě Pietrasanta, kde se nachází jeho ateliér Ve starobylé  vesnici Monteggiori, v provincii Lucca má svůj soukromý dům.
Theimerovy pomníky, monumenty, reliéfy a další komornější realizace se nacházejí na území několika evropských států. Patří mezi ně i Česká republika, kam sochař po pádu komunistického režimu hned v roce 1989 zavítal. V roce 1992 byl za účasti prezidenta Václava Havla odhalen v Uherském Brodě pomník Jana Amose Komenského a od roku 2002 se může i Olomouc chlubit dílem svého slavného rodáka – působivou Ariónovou kašnou. V roce 1996 uspořádala Správa Pražského hradu ve spolupráci s Francouzským institutem v Praze a Muzeem umění Olomouc retrospektivní výstavu soch a obrazů Ivana Theimera. V roce 1998 získal čestný doktorát od Univerzity Palackého a roku 2002 Cenu města Olomouce v oblasti výtvarného umění.

## Inspirace a dílo
Tvorba sochaře Ivana Theimera, olomouckého rodáka, je spjata s Francií, kam na podzim roku 1968 emigroval, a s italským Toskánskem, krajem s bohatou umělecko-řemeslnou tradicí. Jeho díla jsou inspirována toskánským manýrismem, ale také symbolismem a klasicismem starověku, od egyptské po řecko-římskou civilizaci. Vedle malby a ilustrační tvorby to byly právě jeho bronzové odlitky, kterým se záhy dostalo mezinárodního uznání. Jeho tvorba, čerpající řadu podnětů z děl starých mistrů, si našla svébytné místo na umělecké scéně, paralelně vedle soudobých trendů. Po řadě veřejných realizací na území Francie, Itálie či Německa se v 90. letech vrátil svými realizacemi zpět do vlasti. Pro Uherský Brod sochař vytvořil památník Jana Amose Komenského a pro rodnou Olomouc Ariónovu kašnu na Horním náměstí. Ve Valašském Meziříčí realizoval v roce 2014 pamětní desku českému divadelnímu a filmovému režisérovi Alfrédu Radokovi, po němž je pojmenována místní základní umělecká škola.
Sochařská tvorba Ivana Theimera má svou svébytnou podobu, rozvíjela se paralelně vedle soudobých trendů, kterým nikdy nebyla poplatná. Ivan Theimer si zvolil jinou cestu. Poučení hledal u starých mistrů, nikdy se netajil obdivem k tvorbě českého barokního sochaře Matyáše Brauna a k moravskému baroknímu sochařství vůbec. Dalším východiskem Theimerovy tvorby se stala i estetika francouzského klasicismu. Jeden z jeho symbolů – obelisk – se stal charakteristickým prvkem řady sochařových realizací.
V posledních letech se věnuje také scénografii, vytvořil kulisy a kostýmy pro operu a spojil tak svou lásku k hudbě s výtvarným talentem. Spolupracoval na inscenacích několika oper s režisérem Davidem Radokem, například Rossiniho Lazebník sevillský pro festival v Aix-en-Provence v roce 2008 nebo Vivaldiho Arsilda, regina di Ponto v Slovenském národním divadle v Bratislavě roku 2017.

## Výběr z díla

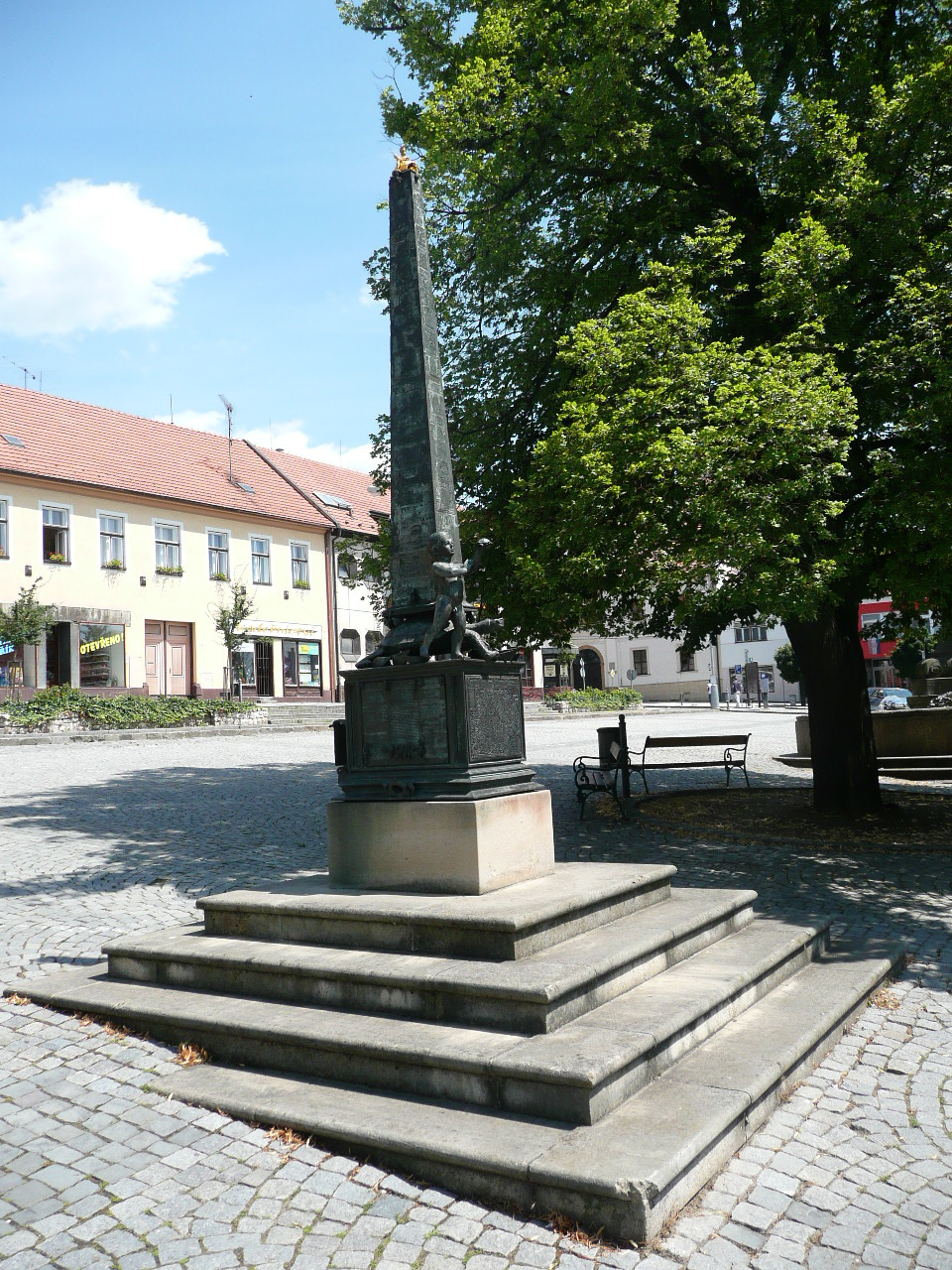
Obelisk Via Lucis, pomník Komenského v Uherském Brodě

### Česká republika
- 1968–1969: Theimerova kašna na Kollárově náměstí v Olomouci – spolu s architektem Tomášem Černouškem
- 1992: Uherský Brod – Obelisk Via Lucis – pomník Jana Amose Komenského v Uherském Brodě
- 2002: Olomouc – Arionova kašna na Horním náměstí v Olomouci
- 2014: Valašské Meziříčí – Pamětní deska Alfrédu Radokovi (ZUŠ Alfréda Radoka Valašské Meziříčí)
- 2024: Kroměříž – Slavnostní vstup do obrazárny arcibiskupského zámku

### Francie
- 1978: Grenoble – Tři želvy pro domov seniorů (arch. spolupráce Bernard Felis-Faure)
- 1984–1987: Paříž – Tři obelisky pro Elysejský palác (arch. spolupráce Guy Nicot)
- 1987–1988: Paříž – Reliéf Historie čtyř synů Aymonových, Národní archiv arch. spolupráce Stanislas Fiszer)
- 1989: Paříž – Památník deklarace lidských a občanských práv (arch. spolupráce Michel Jantzen)
- 1992: Paříž – Tři sochy pro S.N.C. Issy-Guynemer, Issy-les-Moulineaux (arch. spolupráce Jean-Marie Charpentier a Philippe Thébaut)
- 1994: Poissy – Kašna (arch. spolupráce Philippe Thébaud)
- 1995: Poissy – Čtyři roční doby (arch. spolupráce Philippe Thébaud)
- 1995: Martillac – Rajský hrozen
- 1995: Brána pro dálnici A83 Nantes-Niort
- 1998–1999: Menton – Sousoší Chytání motýlů v parku Colombiéres
- 1999: Menton – Reliéf Orfeus v parku Colombiéres
- 1999: Paříž – Brána pro společnost SARI Developpement
- 2000: Menton – Kočka v parku Colombiéres
- 2001: Amiens – Památník Julese Verna (arch. spolupráce Bernard Huet)
- 2001: Menton – Reliéf Odyseus v parku Colombiéres
- 2002: Paříž – Courbevoie Památník (arch. spolupráce Jean-Marie Charpentier a Philippe Thébaut)
- 2005: Bordeaux – Památník vína (arch. spolupráce Bernard Huet)

### Německo
- 1989: Kassel – Herkules (arch. spolupráce Bernard Müller, Jochen Jourdan)
- 1990: Marburg – Památník Sofie z Brabantu (arch. spolupráce Jochen Jourdan)
- 1991–1992: Hamburk – Památník Heinricha Heineho (arch. spolupráce Jochen Jourdan)
- 1995: Fulda – Fontána a obelisk (arch. spolupráce Jochen Jourdan)
- 1997: Gelsenkirchen – Památník důlního neštěstí (arch. spolupráce Jochen Jourdan)

### Itálie
- 1998: Follonica Alegorie moře
- 2004: Foligno Kašna na památku padlých pro mír (arch. spolupráce Luciano Piermarini)
- 2004: Foligno Památník Giuseppe Piermarini (arch. spolupráce L.Piermarini a G. Tonti)
- 2004-2011: Massa Marittima Úprava presbytáře katedrály San Cerbone (arch. spolupráce Angela Chiantelli)

### Švýcarsko
- 2000: Lugano – Památník k 2000. výročí města

## Výstavy (výběr)

### Zahraniční
- 1970 Galerie Le Point, Paříž
- 1972 Galerie Armand Zerbib, Paříž
- 1973 Galerie Le Lutrin, Lyon
- 1976 Galleria Il Naviglio, Milán
- 1987 Réalité Irréalité, Ingresovo muzeum v Montaubanu, posléze Muzeum des Beaux-Arts v Pau
- 1989 Galleria La Sanseverina, Parma
- 1992 Hommage à Comenius (Pocta Komenskému), Association Le Pont Neuf, Paříž
- 1998 Pietrasanta delle Apuane, Pietrasanta

- 2007 Ivan Theimer, Královský palác, Milán
- 2009 Ivan Theimer, forme nella città, Centro storico, Macerata
- 2015 Il sentimento del tempo, Centre d'art contemporain, Foligno
- 2016 Il sogno di Theimer, Fortezza Medicea e Galleria Comunale d’arte contemporanea, Arezzo
- 2021 Selva simbolica (Symbolický les), Muzeum současného umění Acorsi-Ometto, Turín[6]

### Česká republika
- 1996 Letohrádek Belveder, Praha
- 1996 Muzeum umění, Olomouc
- 2012 Via lucis, Muzeum Jana Amose Komenského, Uherský Brod

- 2014 Via Lucis, Ivan Theimer – Galerie, Arcidiecézní muzeum Olomouc, 25. září až 16. listopad 2014[7]
- 2014–2015 Via Lucis, Ivan Theimer – Stálá expozice, Arcidiecézní muzeum Olomouc, 25. září 2014 až 14. červen 2015[7]
- 2017 Hudba, moře, divadlo, Josef Kroutvor, David Radok, Ivan Theimer – Galerie U Betlémské kaple, Praha, 3. až 29. listopad 2017[8]
- 2021 Selva simbolica, Ivan Theimer – Muzeum Accorsi-Ometto, Turín, Itálie, 11. červen 11 až 19. září 2021[9]
- 2024 Komorní výstava skic a modelů Ivana Theimera - Obrazárna arcibiskupského zámku v Kroměříži, 27. červen až 31. říjen 2024[10]